# Basse-Kotto

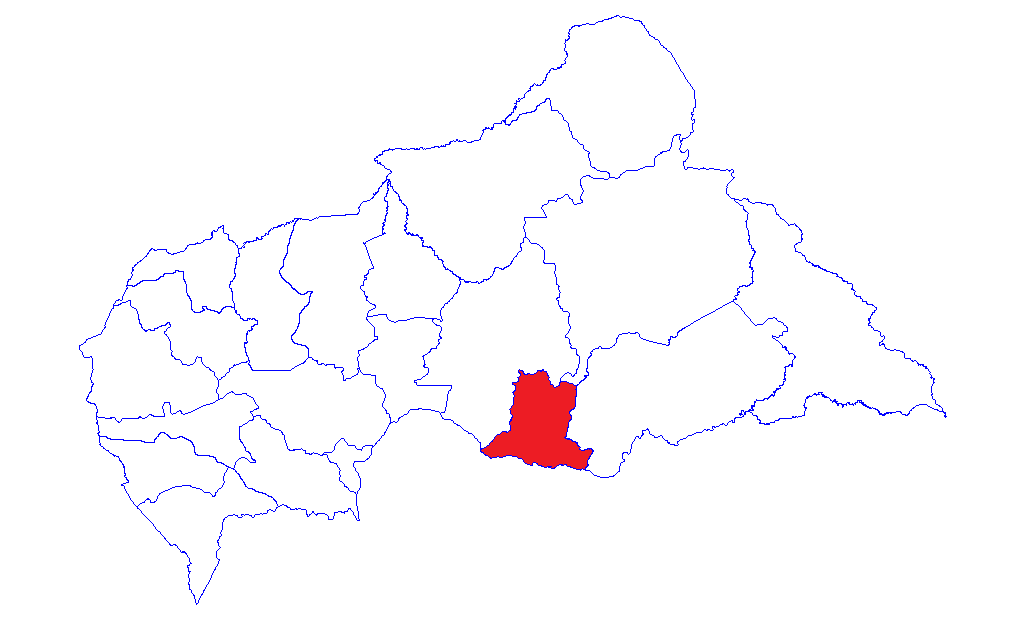
Localização de Basse-Kotto

Basse-Kotto (em português: "Baixo Kotto") é uma das 20 prefeituras da República Centro-Africana, tendo Mobaye como capital. A região abrange uma área de 17 604 km² e, de acordo com o último censo realizado em 2003, sua população era de 249 150 habitantes. Em 2024, estimativas oficiais apontam que a população chegou a 393 276 pessoas.